# Hammasjärvi (sjö, lat 69,28, long 28,15)
Hammasjärvi är en sjö i Finland. Den ligger i kommunen Enare i landskapet Lappland, i den norra delen av landet, 1 000 km norr om huvudstaden Helsingfors. Hammasjärvi ligger 129 meter över havet. Arean är 4,17 kvadratkilometer och strandlinjen är 31,13 kilometer lång. Sjön  ingår i Pasvik älvs huvudavrinningsområde. 